# Philoctète
Pour les articles homonymes, voir Philoctète (homonymie).
Philoctète (en grec ancien Φιλοκτήτης / Philoktḗtēs « aimant posséder ») est un personnage de la mythologie grecque. 
Il occupe un rôle secondaire dans plusieurs épisodes de cette mythologie. Il fut en premier lieu l'exécuteur testamentaire d'Héraclès. L'épisode le plus célèbre le concernant, souvent représenté au théâtre depuis Sophocle, est celui ayant lieu sur l'île de Lemnos, lors duquel il est abandonné par ses compagnons partant à la guerre de Troie, avant qu'Ulysse et Néoptolème viennent le chercher, car les flèches d'Héraclès qu'il possède sont nécessaires à la victoire. Après cela, il devient fondateur de cité en Italie du Sud. 
Il n'est pas à proprement parler un héros, puisqu'il est mis de côté pendant la guerre, puis refuse dans un premier temps de se rendre à Troie. La pièce de Sophocle met en scène le conflit entre Philoctète, qui refuse d'aller au combat car son orgueil personnel a été blessé, et Ulysse, qui incarne la raison d'état, tandis que Néoptolème incarne un juste milieu. C'est finalement l'intervention d'Héraclès lui-même qui résout le dilemme moral. Ce dilemme moral et politique trouve une réinterprétation au XXe siècle, dans les réécritures d'André Gide, de Heiner Müller ou de Kae Tempest.

## Histoire du personnage dans la mythologie
Philoctète est le fils de Péas, membre de l'expédition des Argonautes et fidèle compagnon d'Héraclès. Sa mère n'est pas mentionnée, ni aucune divinité le protégeant. Cette naissance entouré de mystère en fait d'ores et déjà une figure d'anti-héros, ou en tout cas un personnage en marge de l'héroïsme.
En mourant, Héraclès laisse à Péas ses redoutables flèches. Péas les lègue à son tour à Philoctète à sa mort. Ce dernier s'engage par serment à ne jamais dévoiler le lieu où sont déposées les cendres de ce héros. Mais les Grecs, sur le point de partir pour le siège de Troie, ayant appris de l'oracle de Delphes que, pour prendre la ville, il leur fallait être en possession des flèches d'Héraclès, envoyèrent des députés à Philoctète, pour apprendre en quel lieu elles étaient cachées.

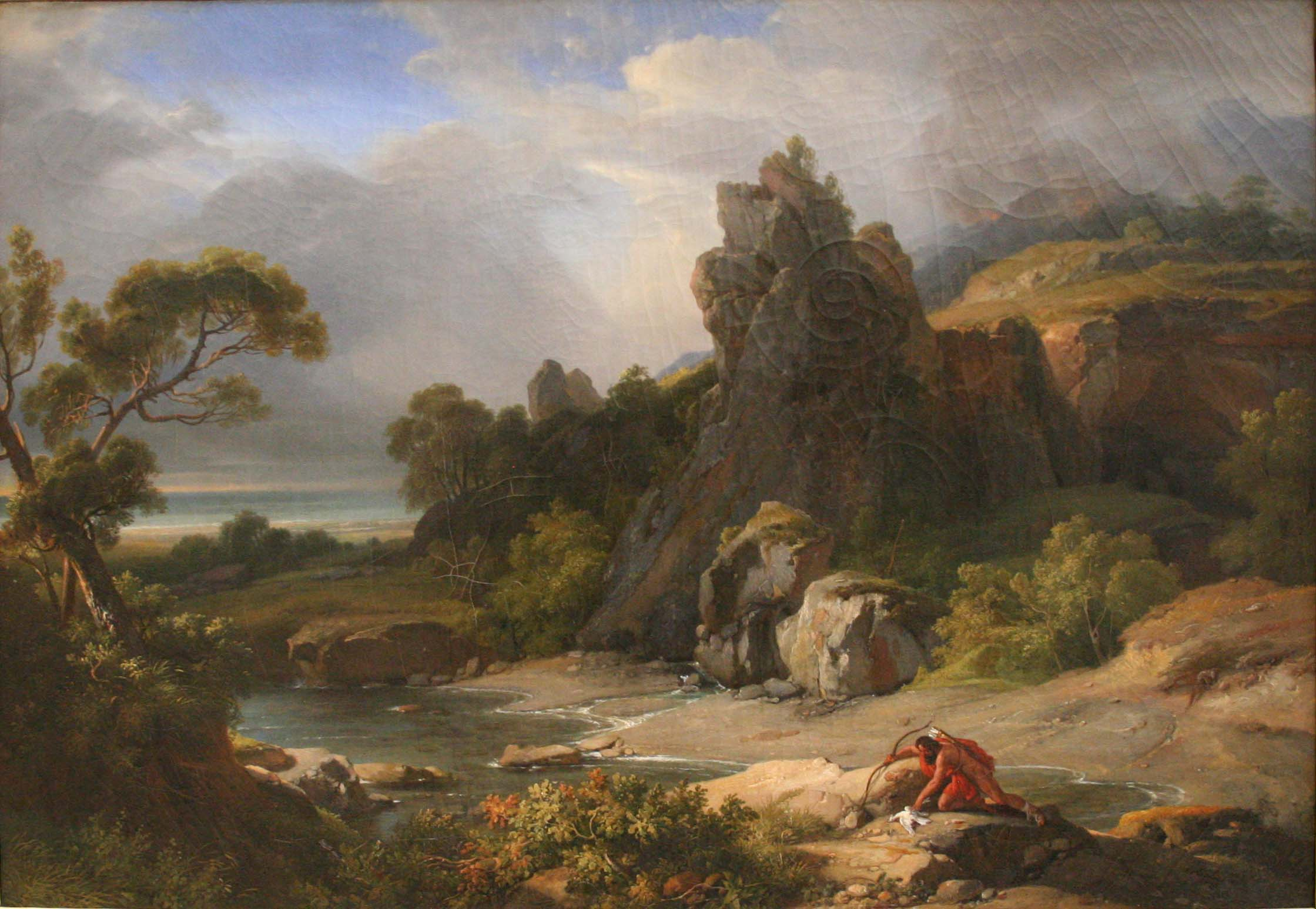
Achille Etna Michallon, 1822, Philoctète dans l'île de Lemnos. Musée Fabre, Montpellier.

Philoctète ne voulait ni violer son serment, ni priver les Grecs de l'avantage que ces flèches pourraient leur procurer. Après quelque résistance, il désigna avec son pied l'endroit où il avait inhumé Héraclès, et avoua qu'il avait ses armes en sa possession.
Cette indiscrétion lui coûta cher par la suite. Car pendant qu'il se rendait à Troie, l'une de ces flèches tomba sur le pied avec lequel il avait montré le lieu de la sépulture d'Héraclès. Il s'y forma un ulcère qui répandit une odeur si infecte que, à la sollicitation d'Ulysse, on l'abandonna dans l'île de Lemnos, où il souffrit pendant dix ans tous les maux de l'empoisonnement et toutes les douleurs de l'isolement.

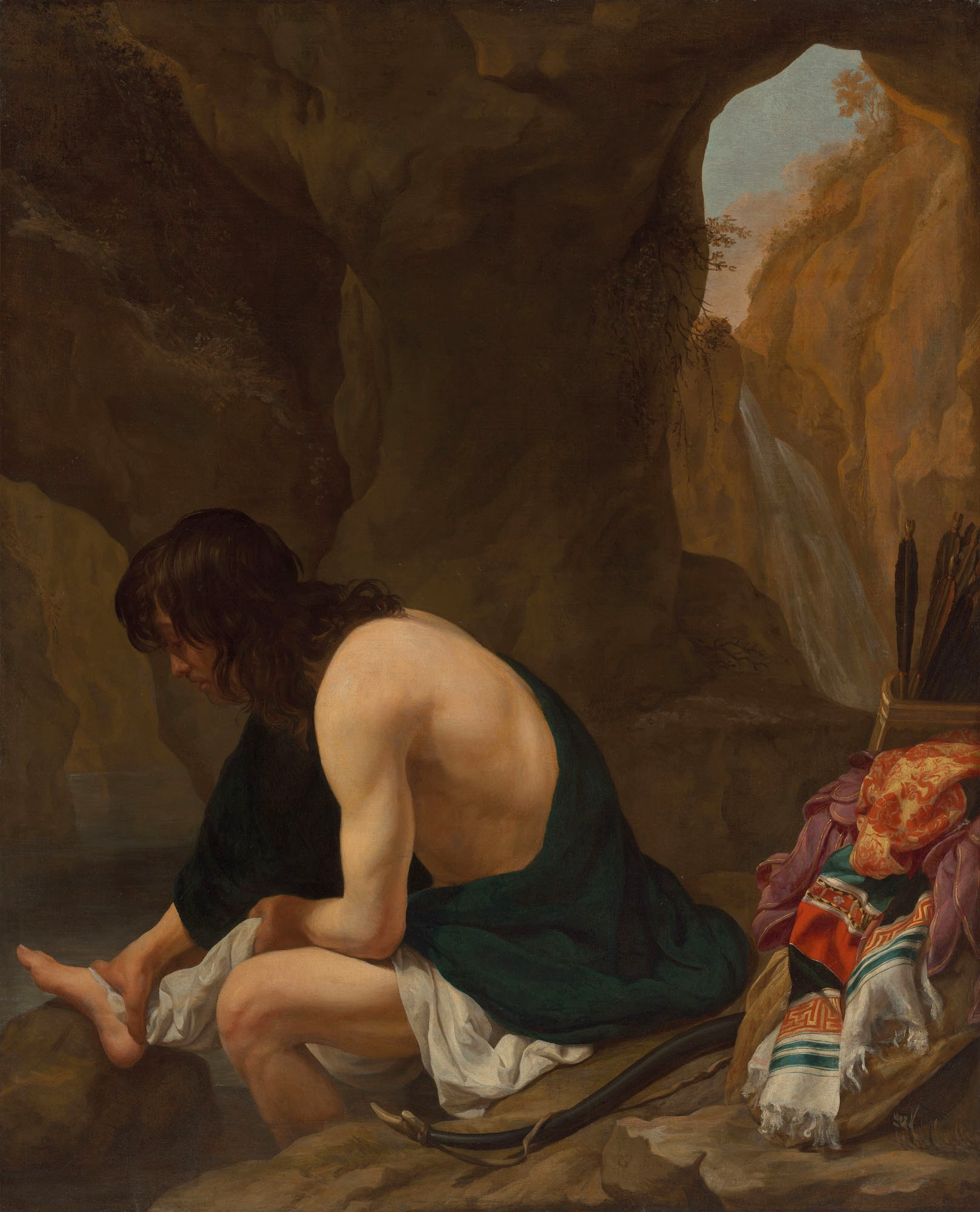
Gerard Francksz van der Kuijl, 1647, Philoctète à Lemnos

Cependant, après la mort d'Achille, les Grecs voyant qu'il était impossible de prendre la ville sans les flèches que Philoctète avait emportées à Lemnos, Ulysse, quoique ennemi de ce héros, se chargea d'aller le chercher, avec le concours de Diomède et de Néoptolème, fils d'Achille. Ainsi, de bête abandonnée, Philoctète se transforme en héros providentiel, puisque c'est grâce à lui et à son arc que Troie est enfin prise.
À peine arrivé dans le camp des Grecs, Philoctète est défié en combat singulier par Pâris. Le héros y consent et, avec une de ses flèches, blesse mortellement Pâris.
Comme son ulcère n'était pas encore guéri, Philoctète, après la prise de Troie, n'osa pas retourner dans son pays. Il alla en Calabre, où il bâtit la ville de Pétilie. Il fut enfin guéri par les soins de Machaon, fils d'Asclépios et frère de Podalire. On lui attribue aussi la fondation de Thurium.

## Philoctète au théâtre
La pièce Philoctète est une des dernières écrites par Sophocle, deux ans avant sa mort. Par rapport aux autres de ces pièces, elle a connu un petit nombre de réécritures par les Modernes. L'universitaire Sylvie Humbert-Mougin avance comme hypothèse que cette pièce a gêné les dramaturges ultérieurs pour plusieurs raisons : accumulation de péripéties, absence de personnage féminin, dénouement en forme de deus ex machina et grande importance accordée aux souffrances physiques et au corps malade.

## Interprétation morale et politique de l'épisode sur Lemnos
Les romantiques allemands interprètent l'histoire de Philoctète comme celle du conflit entre l'universel (incarné par Ulysse) et le particulier (incarné par Philoctète). Ulysse et Philoctète paraissent tous deux, dans la pièce de Sophocle, des anti-héros peu sympathiques. Le conflit n'est résolu que par l'intervention d'Héraclès, qui tempère la violence d'Ulysse et convainc Philoctète de repartir à la guerre. 
Heiner Müller, dans sa réécriture de 1964, reprend ce dilemme moral et politique, en enlevant le deus ex machina final. L'auteur est-allemand avait été exclu de l'Union des écrivains peu avant, si bien que son adaptation s'interprète aisément en voyant en Ulysse la raison d'État et en Philoctète l'intellectuel tantôt maltraité et tantôt cajolé par le pouvoir.

## Œuvres consacrées à Philoctète

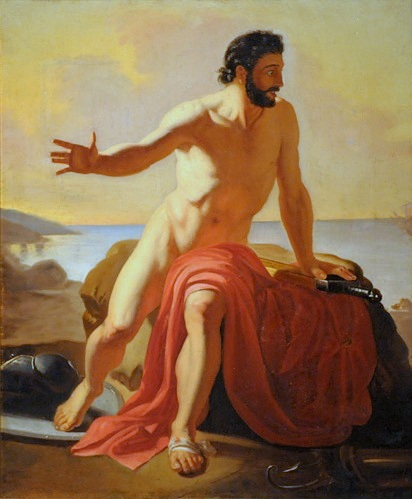
Philoctète abandonné à Lemnos d'Alejandro Cicarelli, musée des beaux-arts de Santiago du Chili.

### Littérature
- Sophocle, Philoctète (tragédie), 409 av. J.-C.
- André Gide, Philoctète ou le Traité des trois morales, Revue Blanche, coll. « Bibliothèque de la Pléiade » (no 135), février 2009 (1re éd. 1er décembre 1898)
- Benjamin Fondane (édition établie par Eric Freedman), Philoctète, Théâtre complet, Paris, Éditions non Lieu, 2012 (1re éd. 1922)
- Yánnis Rítsos (trad. du grec moderne par Gérard Pierrat), Philoctète, Gallimard, 1982 (1re éd. 1965)
- Heiner Müller (trad. de l'allemand par François Rey), Philoctète, éditions Ombres / Théâtre National de Bretagne, 1994 (1re éd. 1958–1964)
- Seamus Heaney, The Cure At Troy, Farrar, Straus, and Giroux, 1990
- Cédric Demangeot, Philoctète, Montpellier, Barre parallèle, 2008
- Jean-Pierre Siméon, Philoctète, Les Solitaires intempestifs, coll. « bleue », 2009 (ISBN 978-2-84681-276-4)
- (en) Kae Tempest (trad. Gabriel Dufay et Oona Spengler), Paradis, Paris, L'Arche, coll. « Scène ouverte », 2023 (1re éd. 2021), 144 p. (ISBN 9782381980591)
- Olivier Schneider, Philoctète, Sophocle, éditions Lesbrasnus, 2023

### Arts plastiques
- François-Xavier Fabre, Ulysse et Néoptolème enlèvent à Philoctète l'arc et les flèches d'Hercule, 1800, musée Fabre[5].
- Jean-Baptiste Carpeaux, Philoctète dans l'île de Lemnos, 1852, musée des Beaux-Arts de Valenciennes[6].

## Sources
- (en) Petite Iliade [détail des éditions] [lire en ligne].
- (en) Chants cypriens [détail des éditions] [lire en ligne].